# Reflexo de Escherich
Reflexo de Escherich ou sinal de Escherich, é um reflexo presente nas crianças recém-nascidas e em pessoas afectadas por tetania que se traduz na contracção involuntária dos lábios, língua e masseter quando é percutida ou irritada a mucosa interna do lábio ou a língua. O nome foi dado em homenagem a Theodor Escherich, um dos pioneiros da pediatria.